# NGC 1067
NGC 1067 je galaksija u zviježđu Trokut.

## Vanjske poveznice
- SEDS: NGC 1067